# Verbandsgemeinde Hermeskeil
La comunità amministrativa di Hermeskeil (Verbandsgemeinde Hermeskeil) è una comunità amministrativa che si trova nel circondario di Treviri-Saarburg nella Renania-Palatinato, in Germania.

## Comuni
Fanno parte della comunità amministrativa i seguenti comuni:
| Comune, città     | Sup. (km²) | Abitanti |
| ----------------- | ---------- | -------- |
| Bescheid          | 7,62       | 391      |
| Beuren (Hochwald) | 18,50      | 914      |
| Damflos           | 5,31       | 630      |
| Geisfeld          | 8,87       | 490      |
| Grimburg          | 10,18      | 439      |
| Gusenburg         | 7,36       | 1 144    |
| Hermeskeil, Stadt | 30,85      | 6 820    |
| Hinzert-Pölert    | 4,85       | 293      |
| Naurath (Wald)    | 5,58       | 217      |
| Neuhütten         | 10,50      | 725      |
| Rascheid          | 8,05       | 476      |
| Reinsfeld         | 19,77      | 2 412    |
| Züsch             | 8,04       | 568      |
| VG Hermeskeil     | 145,50     | 15 519   |

(Abitanti al 31 dicembre 2021)